# James B. Connolly
James Brendan Bennet «Jamie» Connolly (28 de octubre de 1868 - 20 de enero de 1957) fue un escritor y atleta estadounidense especializado en el triple salto. Fue el primer campeón olímpico de la historia en los I Juegos Olímpicos modernos.

## Primeros años
Connolly es hijo de inmigrantes irlandeses de las islas de Aran. Se crio en Boston donde jugando en los parques en su infancia fue desarrollando la capacidad de correr, saltar y jugar a la pelota se hizo evidente su predisposición al deporte.
Estudió en la Academia de Notre Dame y luego en la escuela de gramática Mather y Lawrence, pero nunca fue a la escuela secundaria.
Trabajó como empleado con una compañía de seguros en Boston y más tarde con el Cuerpo de Ejército de los Estados Unidos de Ingenieros en Savannah, Georgia.
La llamada a una reunión especial de la Asociación de Bibliotecas Católica (CLA) de Savannah en 1891, jugó un papel decisivo en la formación de un equipo de fútbol. Poco después, Connolly fue elegido capitán del Club Ciclista CLA y trató de promover el deporte en nombre de la Sabana Wheelmen.
En octubre de 1895 cursó el ingreso a la Escuela Científica Lawrence y fue aceptado, sin condiciones para estudiar los clásicos en la Universidad de Harvard.

## Juegos Olímpicos
Después de la creación del Comité Olímpico Internacional en 1894, la primera edición moderna de los Juegos Olímpicos se programaron del el 6 a 15 de abril de 1896 en Atenas, Grecia. Connolly decidió participar, y presentó una solicitud de un permiso de ausencia al Presidente del Comité de la Universidad de Harvard sobre la regulación de los deportes atléticos y se le negó. Según el propio Connolly, se le informó que su único curso de acción sería renunciar y hacer una nueva solicitud al Colegio.

## Escritor
Connolly también asistió a los Juegos Olímpicos de Verano de 1904, pero esta vez fue como periodista, no como atleta. Anteriormente, ya había publicado sus cuentos de la Guerra Española-Estadounidense en el Boston Globe como Cartas desde el frente en Cuba. Sirvió allí en la novena infantería irlandesa de Massachusetts.
Connolly se convirtió en una autoridad en la escritura marítima, después de pasar años en muchos barcos diferentes, barcos de pesca, barcos militares en todo el mundo. En total, publicó más de 200 cuentos y 25 novelas. Por otra parte, que en dos ocasiones se postuló para el Congreso de los Estados Unidos en el boleto del partido progresista, pero nunca fue elegido.
Nunca regresó a Harvard, pero recibió un suéter deportivo honorario en 1948. Un año más tarde, se le ofreció un doctorado honoris causa por la Universidad de Harvard, que él rechazó. Connolly murió en Brookline, Massachusetts  a la edad de 88 años, el 20 de enero de 1957. Una colección de artículos relacionados con Connolly, incluyendo su medalla de oro de triple salto, se encuentra en la biblioteca de la universidad de Colby en Maine.